# Lielynazaura
Leaellynasaura – rodzaj dinozaura ptasiomiednicznego o niepewnej pozycji filogenetycznej, żyjącego we wczesnej kredzie (ok. 120 mln lat temu) na terenie dzisiejszej Australii. Obejmuje jeden gatunek, L. amicagraphica, którego skamieniałości zostały znalezione w stanie Wiktoria. Tradycyjnie uważany za ornitopoda z (być może parafiletycznej) rodziny Hypsilophodontidae. Agnolin i współpracownicy (2010) uznali L. amicagraphica za bazalnego ornitopoda nienależącego do Iguanodontia.
Długość ciała 1–2 m, wysokość ok. 50 cm, masa ok. 10 kg.
Wielu naukowców sądzi, iż był to dinozaur stałocieplny. Stałocieplność umożliwiała mu przetrwanie w obszarach podbiegunowych, w których wtedy znajdowała się Australia. Wiele wskazuje na to, że był to gad o wielkich oczach. Stwierdzono również u lielynazaury dobrze rozwinięte płaty wzrokowe mózgu. Dobry wzrok świadczy o tym, że dinozaur ten mógł aktywnie przetrwać ciemne zimowe miesiące.